# Draculas Tochter
Draculas Tochter ist ein US-amerikanischer Horrorfilm der Universal Studios aus dem Jahr 1936. Der Film setzt die Geschichte von Dracula (1931) unmittelbar fort und basiert lose auf Bram Stokers Kurzgeschichte Draculas Gast und Joseph Sheridan Le Fanus Novelle Carmilla. Regie führte Lambert Hillyer und die Titelrolle spielte Gloria Holden.

## Handlung
Professor Von Helsing sitzt wegen Mordes an Graf Dracula im Gefängnis. Er hatte dem Aristokraten einen hölzernen Pfahl durch das Herz getrieben und erzählt, dass der Graf ein blutsaugender Vampir gewesen sei. Weil Von Helsing für geisteskrank gehalten wird, verlangt er, dass der Psychologe Jeffrey Garth, ein alter Freund des Professors, hinzugezogen wird. 
Garth hält Von Helsing zunächst ebenfalls für verrückt. Erst als die Leiche von Dracula aus der Pathologie verschwindet, beginnt er ihm allmählich  zu glauben. In der Zwischenzeit taucht in Londons Upperclass ein neues Gesicht auf: Die charismatische ungarische Gräfin Marya Zaleska.
Es stellt sich heraus, dass sie die Tochter des Grafen Dracula ist. Sie war es, die seinen Leichnam gestohlen und verbrannt hat in der Hoffnung, sich so von dem Fluch ihres Vaters befreien zu können. Als sie feststellen muss, dass die Zerstörung von Draculas Körper nicht den gewünschten Erfolg bringt, hofft sie, dass der angesehene Psychologe Garth ihr helfen kann, sie von ihrer Obsession nach Blut zu heilen. Nachdem dies misslingt und Garth auch die Liebe der Gräfin zurückweist, bricht ihr innerer Dämon durch und sie entführt Janet, seine Sekretärin, die er liebt, nach Transsylvanien.
In Draculas altem Schloss stellt Zaleska Garth vor die Wahl: Entweder er wird zum Vampir und verbringt die Ewigkeit mit ihr oder Janet muss sterben. Garth sieht keinen anderen Ausweg, Janet zu retten, und willigt ein, Zaleskas Gefährte zu werden.
Plötzlich bricht die Gräfin zusammen, getroffen von einem hölzernen Pfeil, der ihr Herz durchbohrt hat. Sandor, ihr Diener, der in Zaleska verliebt war und dem sie als Belohnung für seine Dienste die Unsterblichkeit versprochen hatte, hat sie aus rasender Eifersucht getötet. Als er den nächsten Pfeil auf Garth anlegt, wird er von hereinstürmenden Polizisten niedergeschossen. Von Helsing konnte den Polizeichef von London überreden, ihn seine Vampir-Theorie belegen zu lassen.
Mit dem Tod der Gräfin ist ihr hypnotischer Einfluss auf Janet gebrochen und sie und Garth fallen einander in die Arme.

## Synchronisation
| Figur                   | Darsteller       | Deutscher Sprecher |
| ----------------------- | ---------------- | ------------------ |
| Gräfin Marya Zaleska    | Gloria Holden    | Elisabeth Günther  |
| Jeffrey Garth           | Otto Kruger      | Martin Umbach      |
| Prof. Von Helsing       | Edward Van Sloan | Horst Sachtleben   |
| Sir Basil Humphrey      | Gilbert Emery    | Norbert Gastell    |
| Sandor                  | Irving Pichel    | Michael Brennicke  |
| Hawkins                 | Halliwell Hobbes | Peter Musäus       |
| Albert                  | Billy Bevan      | Michael Gahr       |
| Hobbs, Humphreys Butler | Edgar Norton     | Horst Raspe        |

## Fortsetzungen
Sieben Jahre nach Draculas Tochter wurde mit Draculas Sohn eine weitere Fortsetzung produziert, die diesmal keinerlei Bezug zu den vorangegangenen Filmen nimmt. Der geheimnisvolle ungarische Graf Alucard beabsichtigt auf einer Plantage im Süden der USA sein neues Heim zu beziehen. Mit seiner Ankunft beginnt eine Reihe von unheimlichen Ereignissen.

- 1943: Draculas Sohn, Regie: Robert Siodmak, Hauptrolle: Robert Paige, Louise Allbritton & Lon Chaney jun. als Graf Alucard

In den folgenden beiden Jahren wurde versucht die Spannung auszubauen, indem mehrere Filmmonster in einer Geschichte kombiniert wurden. So trafen in Frankensteins Haus und Draculas Haus neben einem verrückten Wissenschaftler mit buckligem Gehilfen auch Graf Dracula, der Wolfsmensch und Frankensteins Monster aufeinander.
- 1944: Frankensteins Haus, Regie: Erle C. Kenton, Hauptrolle: Boris Karloff, Lon Chaney jun., Glenn Strange & John Carradine als Graf Dracula
- 1945: Draculas Haus, Regie: Erle C. Kenton, Hauptrolle: Lon Chaney jun., Glenn Strange & John Carradine als Graf Dracula

Den Abschluss von Universal’s Dracula-Reihe bildete wiederum zwei Jahre später die Komödie Abbott & Costello treffen Frankenstein, in der die populärsten Monster des Studios persifliert wurden. Bela Lugosi spielte hier erstmals seit 1931 wieder den Grafen Dracula in einem Film.
- 1948: Abbott und Costello treffen Frankenstein, Regie: Charles Barton, Hauptrolle: Abbott & Costello, Lon Chaney jun., Glenn Strange und Bela Lugosi als Graf Dracula

## DVD-Veröffentlichung
Draculas Tochter ist Teil der The Monster Legacy DVD Collection.

## Sonstiges
- Bei Draculas Tochter sollte zunächst James Whale Regie führen. Sein Skript wurde von den Produzenten abgelehnt und er wurde vom Projekt abgezogen.
- Bela Lugosi sollte seine Rolle aus Dracula erneut spielen und stellte sich bereits für einige Publicityphotos zur Verfügung, wofür er eine Gage von 4.000 US-Dollar erhielt. Im Film selbst trat er jedoch nicht auf. Es wird vermutet, dass das Studio den Film nach der Entlassung von James Whale in eine neue Richtung lenken wollte und darum auf den Star verzichtete.
- Draculas Tochter war Universals letzte Produktion unter der Leitung von Carl Laemmle.
- Vier Tage nach Beendigung der Produktion übernahm die Standard Capitol Corp. die Kontrolle über Universal und setzte die gesamte Laemmle-Familie inklusive ihres Patriarchs Carl Laemmle, der das Studio gegründet hatte, völlig formlos vor die Tür.
- Regisseur Lambert Hillyer erlitt am neunten Drehtag einen Unfall. Ein kleinerer Scheinwerfer fiel ihm auf den Kopf, wodurch ein halber Drehtag verloren ging, während er im Krankenhaus behandelt wurde.
- Mit einem Budget von 278.000 US-Dollar war Draculas Tochter eine der teuersten Universal-Produktionen der 1930er Jahre.
- Edward Van Sloans Charakter wurde aus unbekannten Gründen von Van Helsing in Von Helsing umbenannt.
- Die Werbezeile für den Film lautete damals: Look out, she’ll get you!